# Roman de gare
Rome de gare is een Franse dramafilm uit 2007 onder regie van Claude Lelouch.

## Verhaal
De succesauteur Judith Ralitzer wordt door de politie ondervraagd over haar banden met een seriemoordenaar, die goocheltrucs uitvoert in het bijzijn van zijn slachtoffers. Intussen wordt de jonge kapster Huguette aan de benzinepomp aangesproken door een geheimzinnige onbekende.

## Rolverdeling
| Acteur             | Personage             |
| ------------------ | --------------------- |
| Dominique Pinon    | Pierre Laclos / Louis |
| Fanny Ardant       | Judith Ralitzer       |
| Audrey Dana        | Huguette              |
| Michèle Bernier    | Florence              |
| Myriam Boyer       | Moeder van Huguette   |
| Zinedine Soualem   | Commissaris Leroux    |
| Boris Ventura-Diaz | Alain                 |
| Marc Rioufol       | Wijnbouwer            |
| Thomas Le Douarec  |                       |